# Asakusa
Asakusa (浅草) est un quartier populaire de Tokyo de l'arrondissement Taitō, proche d'Ueno, le long de la rivière Sumida, accessible par la rue Kappabashi.

## Le quartier
Asakusa est connu des touristes pour son temple bouddhiste Sensō-ji (浅草寺), dédié à la déesse bodhisattva Kannon. Le temple avec sa pagode à cinq étages, se trouve au bout d'une grande allée commerçante : Nakamise-dōri.
Un peu excentré par rapport au reste de la ville (et surtout son centre très vivant et moderne dont Shinjuku, Shibuya et Roppongi sont les quartiers les plus représentatifs), Asakusa n'en demeure pas moins un quartier très prisé des touristes : on y trouve de nombreux hôtels, dont la plupart sont moins chers qu'ailleurs en ville, et les restaurants et petites échoppes artisanales sont nombreux.
C'est ici qu'il faut se rendre pour visiter les boutiques d'ustensiles de cuisine, fréquentées à la fois par les professionnels de la restauration et les badauds désireux de ramener un souvenir typique du Japon : céramiques, bols, baguettes, théière, verres etc. C'est également dans cette rue que se trouvent les boutiques de faux aliments en cire. Ces représentations impérissables et très réalistes sont cependant bien plus chères que leurs originaux périssables.
Sur le toit d'un gratte-ciel situé de l'autre côté du fleuve Sumida, se trouve la flamme de l'immeuble de la brasserie Asahi conçue par Philippe Starck. Bien qu'elle fût censée à l'origine représenter à la fois une bulle de bière qui s'élève et une flèche pointée vers l'avenir, les Japonais la voient en général comme une grande crotte de chien... : la ville n'a pas autorisé son positionnement vertical, considérant que l'ensemble dépassait les hauteurs autorisées de l'époque, la statue est restée ainsi couchée depuis.

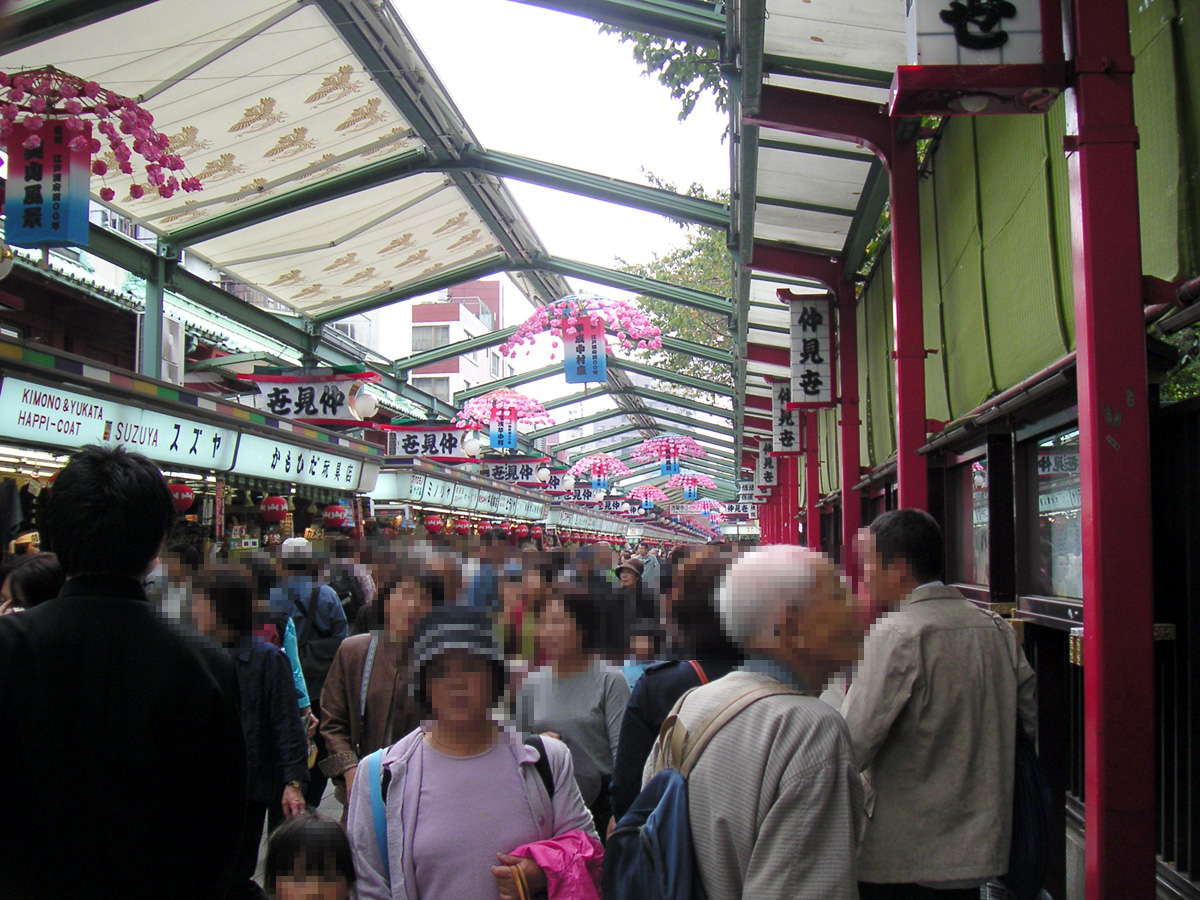
Allée commerçante d'Asakusa.
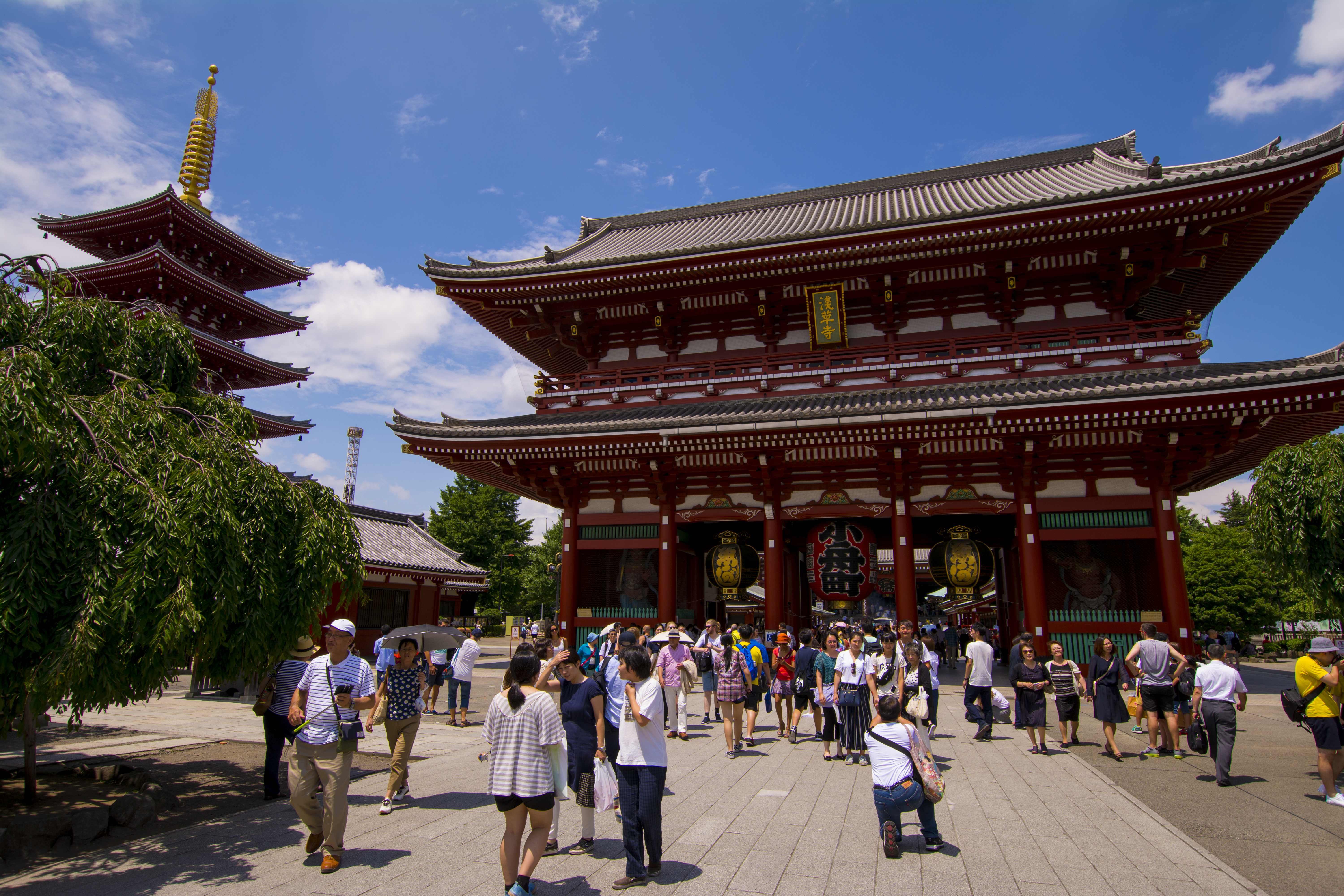
Entrée du temple Sensō.
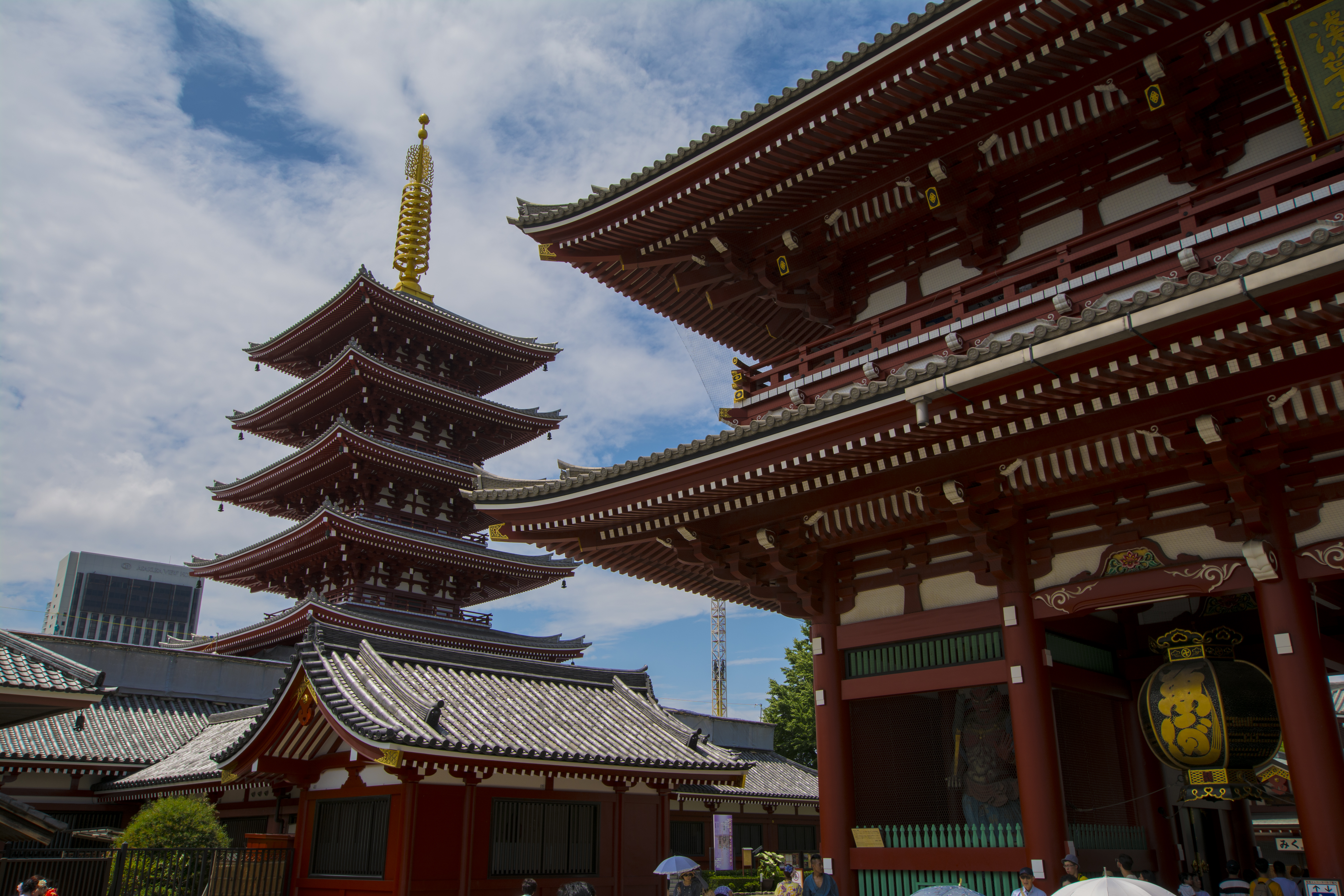
Pagode à 5 étages du Senso-ji.
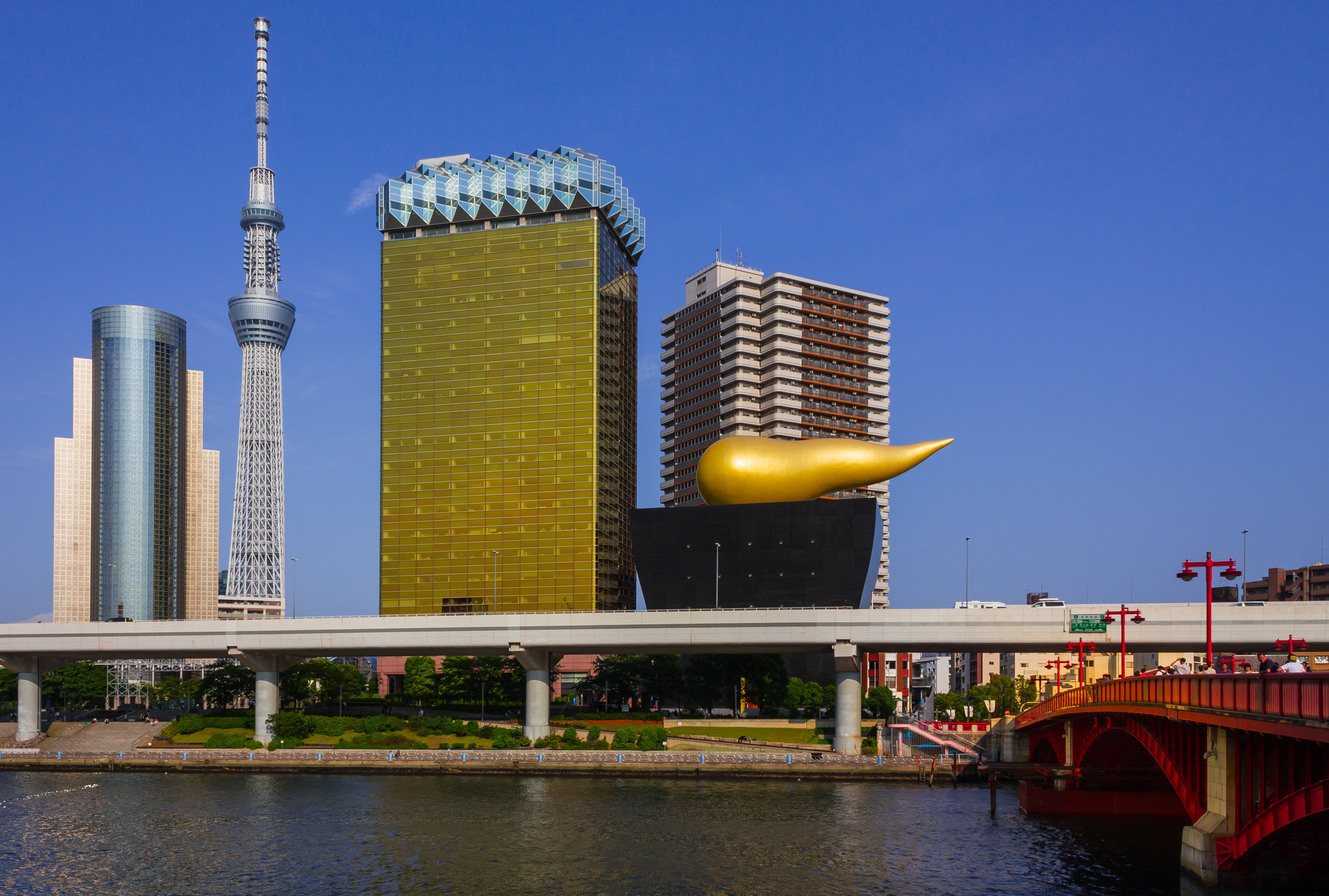
La brasserie Asahi et sa flèche dorée.

## Culture et traditions
Asakusa est resté très traditionnel et malgré le tourisme de plus en plus intense, le quartier conserve son patrimoine culturel sans trop le dénaturer. Ainsi, Asakusa possède un hanamachi abritant une vingtaine de geishas, mais le lieu n'est pas devenu une sorte de zoo à touristes comme dans le quartier d'Akasaka : seules les personnes désirant nouer un lien durable avec les geishas ont le droit d'entrer.
Tous les ans au mois d’août se déroule un carnaval de samba appelé Asakusa Samba Carnival (浅草サンバカーニバル, Asakusa Sanba Kānibaru). Débuté en 1981, il est devenu l’un des plus importants festivals d’été d’Asie, comptant en 2015 4 000 participants regroupés en 18 équipes, défilant devant 500 000 spectateurs.